# Nowy Korbut
Nowy Korbut, właśc. Bibliografia literatury polskiej „Nowy Korbut” – polska narodowa bibliografia literacka, obejmująca pisarzy polskich wszystkich okresów literackich; łączy informacje bibliograficzne ze spisami bibliograficznymi dzieł pisarzy oraz zestawieniem opracowań o ich życiu i twórczości.
Nazwa Korbut pochodzi od nazwiska Gabriela Korbuta, który na początku XX wieku w okresie 30 lat tworzył bibliografię "Literatura polska" obejmującą literaturę staropolską, oświecenia, romantyczną, pozytywizmu i Młodej Polski.
Nowy Korbut liczy 19 tomów, podzielonych ze względów praktycznych i konwencjonalnych na kilka serii chronologicznych, opowiadających kolejnym tomom „Korbuta”. Niektóre tomy składają się z kilku woluminów. Nie wszystkie zamierzone woluminy zostały wydane. Część jest aktualnie przygotowywana.
Hasła są dzielone na: życiorys, bibliografię podmiotową (twórczość pisarza), bibliografię przedmiotową (dzieła dotyczące pisarza). W bibliografii uwzględniono również dzieła błędnie przypisywane i wątpliwego autorstwa.
W ramach serii wydano również Słownik współczesnych pisarzy polskich.
| tom   | podtytuł                                                                                          | autorzy | pierwsze wydanie            |
| ----- | ------------------------------------------------------------------------------------------------- | --- | --------------------------- |
| 1     | Piśmiennictwo staropolskie : hasła ogólne i anonimowe                                             | Roman Pollak, Tadeusz Witczak, Danuta Maniewska, Józef Cybertowicz                                                                        | 1963                        |
| 2     | Piśmiennictwo staropolskie : hasła osobowe A-M                                                    | Roman Pollak, Tadeusz Witczak, Danuta Maniewska, Józef Cybertowicz                                                                        | 1964                        |
| 3     | Piśmiennictwo staropolskie : hasła osobowe N-Ż                                                    | Roman Pollak, Tadeusz Witczak, Danuta Maniewska, Józef Cybertowicz                                                                        | 1965                        |
| 4     | Oświecenie : hasła ogólne, rzeczowe i osobowe A-H                                                 | Elżbieta Aleksandrowska, Tadeusz Mikulski                                                                                                 | 1966                        |
| 5     | Oświecenie : hasła osobowe I-O                                                                    | Elżbieta Aleksandrowska, Tadeusz Mikulski                                                                                                 | 1967                        |
| 6*    | Oświecenie : hasła osobowe P-Ż, addenda A-O                                                       | Elżbieta Aleksandrowska, Tadeusz Mikulski                                                                                                 | 1970                        |
| 6**   | Oświecenie : uzupełnienia, indeksy                                                                | Elżbieta Aleksandrowska | 1972                        |
| 7     | Romantyzm : hasła ogólne i rzeczowe, hasła osobowe A-J                                            | Irmina Śliwińska, Stanisław Stupkiewicz, Halina Gacowa                                                                                    | 1968                        |
| 8     | Romantyzm : hasła osobowe K-O                                                                     | Irmina Śliwińska, Stanisław Stupkiewicz, Halina Gacowa                                                                                    | 1969                        |
| 9     | Romantyzm : hasła osobowe P-Ż, uzupełnienia                                                       | Irmina Śliwińska, Stanisław Stupkiewicz, Halina Gacowa                                                                                    | 1972                        |
| 10    | Adam Mickiewicz : twórczość. Vol. 1                                                               | Zbigniew Przychodniak (kierownictwo i redakcja naukowa), Jerzy Borowczyk, Zofia Dambek-Giallelis, Elżbieta Lijewska, Alicja Przybyszewska | 2019 ISBN 978-83-66076-53-2 |
| 11    | Juliusz Słowacki                                                                                  | Halina Gacowa | 2000 ISBN 83-04-04555-9     |
| 12    | Józef Ignacy Kraszewski : zarys bibliograficzny                                                   | Stanisław Stupkiewicz, Irmina Śliwińska, Wanda Roszkowska-Sykałowa                                                                        | 1966                        |
| 13    | Literatura pozytywizmu i Młodej Polski : hasła ogólne, hasła osobowe A-F                          | Zygmunt Szweykowski, Jarosław Maciejewski, Wiesława Albrecht                                                                              | 1970                        |
| 14    | Literatura pozytywizmu i Młodej Polski : hasła osobowe G-Ł                                        | Zygmunt Szweykowski, Jarosław Maciejewski, Wiesława Albrecht                                                                              | 1973                        |
| 15    | Literatura pozytywizmu i Młodej Polski : hasła osobowe M-Ś                                        | Zygmunt Szweykowski, Jarosław Maciejewski, Wiesława Albrecht-Szymanowska                                                                  | 1977                        |
| 16*   | Literatura pozytywizmu i Młodej Polski : hasła osobowe T-Ż, uzupełnienia haseł osobowych t. 13-15 | Zygmunt Szweykowski, Jarosław Maciejewski, Wiesława Albrecht-Szymanowska, Anna Polakowska, Izabella Teresińska                            | 1982 ISBN 83-06-00104-4     |
| 17*   | Bolesław Prus (Aleksander Głowacki)                                                               | Teresa Tyszkiewicz, Zygmunt Szweykowski, Jarosław Maciejewski                                                                             | 1981 ISBN 83-06-00104-4     |
| 17**  | Eliza Orzeszkowa                                                                                  | Halina Gacowa | 1999 ISBN 83-04-04506-0     |
| 17*** | Henryk Sienkiewicz                                                                                | Dobrosława Świerczyńska | 2015 ISBN 978-83-61750-54-3 |
| 18*   | Stanisław Wyspiański                                                                              | Wiesława Albrecht-Szymanowska | 2018 ISBN 978-83-65832-29-0 |
| 18**  | Jan Kasprowicz                                                                                    | Roman Loth | 1994 ISBN 83-04-04168-5     |
| 18*** | Stefan Żeromski                                                                                   | |                             |
| 19    | Bibliografia czasopism literackich                                                                | |                             |

| tytuł                                                               | autorzy                             | pierwsze wydanie |
| ------------------------------------------------------------------- | ----------------------------------- | ---------------- |
| Słownik współczesnych pisarzy polskich. T. 1, A – I                 | Ewa Korzeniewska, Zofia Białek      | 1963             |
| Słownik współczesnych pisarzy polskich. T. 2, J – P                 | Ewa Korzeniewska, Zofia Białek      | 1964             |
| Słownik współczesnych pisarzy polskich. T. 3, R – Ż                 | Ewa Korzeniewska, Zofia Białek      | 1964             |
| Słownik współczesnych pisarzy polskich. T. 4, Uzupełnienia, indeksy | Ewa Korzeniewska, Maria Brykalska   | 1966             |
| Słownik współczesnych pisarzy polskich : Seria 2. T. 1, A – K       | Jadwiga Czachowska, Maria Brykalska | 1977             |
| Słownik współczesnych pisarzy polskich : Seria 2. T. 2, L – T       | Jadwiga Czachowska, Maria Brykalska | 1978             |
| Słownik współczesnych pisarzy polskich : Seria 2. T. 3, U – Ż       | Jadwiga Czachowska, Maria Brykalska | 1980             |

Bibliografia przygotowywana jest przez Instytut Badań Literackich PAN. 
Digitalizacja przeprowadzona w ramach zadania „Cyfrowe zasoby
dokumentacji literatury polskiej w wolnym dostępie” realizowanego przez
Fundację Akademia Humanistyczna w partnerstwie z Instytutem Badań
Literackich Polskiej Akademii Nauk i Muzeum Literatury im. Adama
Mickiewicza. Dofinansowano ze środków Ministra Kultury i Dziedzictwa
Narodowego .